# 1932年の相撲
1932年の相撲（1932ねんのすもう）は、1932年の相撲関係のできごとについて述べる。
1931年-1932年-1933年

## できごと
- 1月、春秋園事件が発生。
- 3月場所終了後に新大関・清水川が誕生。
- 5月15日、夏場所3日目をチャールズ・チャップリン一行が観戦。

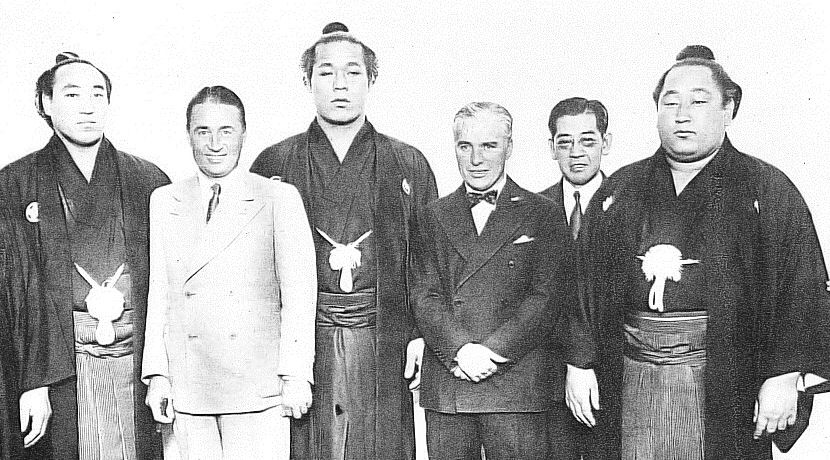
左より清水川、シドニー・チャップリン、武蔵山、チャールズ・チャップリン、高野虎市、玉錦

## 本場所
- 2月場所
  - 幕内最高優勝：清水川元吉（二十山部屋） - 8戦全勝（初優勝）[1]
- 3月場所
  - 幕内最高優勝：沖ツ海福雄（若藤部屋） - 9勝1敗（初優勝）[1]
- 5月場所
  - 幕内最高優勝：玉錦三右エ門（粂川部屋） - 10勝1敗（5場所ぶり5回目）[1]
- 10月場所
  - 幕内最高優勝：清水川元吉（二十山部屋） - 9勝2敗（3場所ぶり2回目）[1]

## 誕生
- 1月2日 - 起雲山世志介（最高位：前頭19枚目、所属：追手風部屋、+ 1977年【昭和52年】）[2]
- 1月15日 - 劍龍猛虎（最高位：十両筆頭、所属：時津風部屋、+ 1998年【平成10年】）
- 3月20日 - 若ノ里雄三（最高位：十両5枚目、所属：二所ノ関部屋→芝田山部屋→花籠部屋、+ 1983年【昭和58年】）
- 8月2日 - 天津灘福一（最高位：前頭18枚目、所属：二所ノ関部屋、+ 2001年【平成13年】）[3]
- 10月6日 - 玉乃浦友喜（最高位：十両7枚目、所属：二所ノ関部屋、+ 2016年【平成28年】）
- 10月26日 - 時潮信雄（最高位：十両21枚目、所属：時津風部屋）
- 11月1日 - 栃ノ関雅清（最高位：十両20枚目、所属：春日野部屋）

## 死去
- 2月17日 - 國ヶ岩夘八（最高位：前頭18枚目格付出（京都大関）、所属：入間川部屋、年寄：稲川、* 1875年【明治8年】）[4]
- 5月30日 - 19代木村庄之助（立行司（現役没）、所属：若藤部屋→友綱部屋→入間川部屋→出羽海部屋、* 1869年【明治2年】）[5]
- 12月1日 - 荒浪源四郎（最高位：十両5枚目、所属：立浪部屋、* 1901年【明治34年】）